# Kildalton Small Cross

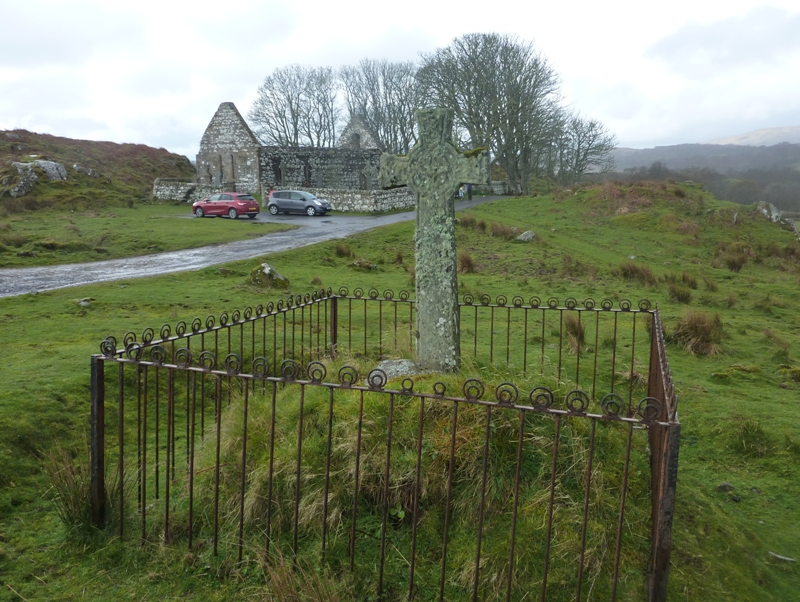
Kildalton Small Cross

Das Kildalton Small Cross, auch Thief’s Cross (Diebeskreuz) genannt, ist ein Keltenkreuz auf der schottischen Hebrideninsel Islay. Es befindet sich im Südosten der Insel nahe den Siedlungen Kintour und Ardmore. Das Kreuz steht wenige Meter außerhalb des Friedhofs der Kildalton Chapel. Mit der Kapelle und dem Kildalton Cross ist es als Ensemble als Scheduled Monument geschützt. Zur Unterscheidung von dem innerhalb des Friedhofes befindlichen Kildalton Cross bezeichnet man es als Kildalton Small Cross.

## Geschichte
Über den Ursprung des Kildalton Small Cross ist wenig bekannt. Wahrscheinlich stammt es aus dem Zeitraum zwischen 1350 und 1500. Das 1,94 m hohe Kreuz entspricht der Machart, wie sie auf der Insel Iona etabliert wurde, und steht wahrscheinlich noch an seinem ursprünglichen Platz. Das Kildalton Small Cross zeigt die üblichen Ornamentverzierungen und Heiligenfiguren. Das Kreuz steht auf einem kleinen Cairn.
Warum das Kreuz außerhalb des geweihten Friedhofes errichtet wurde, ist nicht bekannt. Es könnte sich um eine private Gedenkstätte handeln. Landläufig wird die Behauptung aufgestellt, dass dort ein Dieb begraben sein soll, dem die Beerdigung in geweihtem Boden verwehrt wurde, woher auch die gängige Bezeichnung Thief’s Cross herrührt.